# Недеррейн
Недеррейн (нід. Nederrijn), не плутати з Нижнім Рейном) — частина річки Рейн, гирло його дельти.
Довжина — 50 км. Починається у містечку Ангерен від злиття Ауде-Рейн і Паннерденського каналу. Місто Арнем розташовано на правому березі у точці, де від Недеррейн відокремлюється Ейссел.
У міста Вейк-бей-Дюрстеде Недеррейн має біфуракцію на Кромме-Рейн і Лек. На південь від річки розташована сільськогосподарська область Бетюве.
Для того, щоб регулювати розподіл стоку між різними гирлами Рейну, було побудовано декілька гребель. Якщо греблі закриті, течії у Недеррейн майже нема і переважна частина води прямує в Ейссел.
Мости через річку є в Арнемі (залізничний і три автомобільних), Хетерені і Ренені.